# Madre (náutica)
En náutica, el término madre puede referirse a:
- En los buques que llevan cubierta de combés levadiza, es uno de los cuartones que longitudinalmente corren desde el castillo de proa al de popa, sobre los cuales se sentaban las cuarteladas de la boca del combés.
- Pieza de madera de pino labrada a esquina.
- Madre del cabrestante: el eje de él.